# David Kafka
David Kafka (* 11. června 1948) je český politik ODS, v letech 2006–2010 poslanec Poslanecké sněmovny za Královéhradecký kraj.

## Vzdělání, profese a rodina
Po maturitě na SVVŠ J. K. Tyla vystudoval v roce 1971 organickou technologii na Vysoké škole chemicko-technologické v Pardubicích a to přesto, že v roce 1969 dostal podmíněný trest za hanobení republiky a jejího představitele. Po základní vojenské službě nastoupil do společnosti Fotochema Hradec Králové, kde pracoval v technických a řídících funkcích. V roce 1976 přešel do Podniku výpočetní techniky, kde byl do roku 1984 postupně zaměstnán jako programátor, analytik a vedoucí projektů, poté přešel do národního podniku Kovoprojekta, kde se až do roku 1988 živil jako projektant. Do roku 1990 působil jako softwarových specialista na Finanční odboru Východočeského krajského národního výboru. Roku 1990 se stal ředitelem Úřadu práce v Hradci Králové a na tomto postu vydržel až do roku 2006.
S manželkou vychoval dvě dcery. V roce 2010 se uvádí jako rozvedený.

## Politická kariéra
Do ODS vstoupil v roce 1994, předtím byl členem Občanského fóra.
V komunálních volbách roku 1994 neúspěšně kandidoval do zastupitelstva města Hradec Králové za ODS. Zvolen sem pak byl v komunálních volbách roku 1998 a komunálních volbách roku 2002. Profesně se uvádí jako ředitel Úřadu práce. V zastupitelstvu působil až do roku 2006. V prvním funkčním období se stal neuvolněným členem rady města.
Ve volbách v roce 2006 byl zvolen do Poslanecké sněmovny za ODS (volební obvod Královéhradecký kraj). Byl místopředsedou sněmovního výboru pro sociální politiku a členem mandátového a imunitního výboru. V roce 2009 informovala média, že Kafka v roce 2006 ve funkci ředitele úřadu práce odsouhlasil dotaci 4 milionů Kč pro hotel poslance ČSSD Miroslava Mrštiny Vyhlídka v Náchodě. Hotel měl přitom podle médií v minulosti fungovat také jako nevěstinec. Kafka nicméně uvedl, že žádost o dotaci byla formálně zcela v pořádku a kdykoliv by ji podepsal znovu. Ministr práce a sociálních věcí Petr Nečas v reakci na kauzu slíbil celou záležitost prověřit. V únoru 2009 uvedl ředitel Úřadu práce v Hradci Králové Horák, že žádné finance na opravu hotelu na Vyhlídce vůbec nešly. V případu nakonec nikdy nebyl nikdo obviněn. Poslanec ČSSD Mrština poté pro server Deník uvedl, že podá trestní oznámení na deník MF DNES, který s informací přišel, přičemž uvedl, že má řadu důkazů o své nevině. V Poslanecké sněmovně Kafka setrval do voleb roku 2010, ve kterých mandát poslance neobhájil.
V roce 2011 se uváděl jako náměstek ministra práce a sociálních věcí pro sociální a rodinnou politiku. Na této funkci působil i k lednu 2013.